# Tim Severin

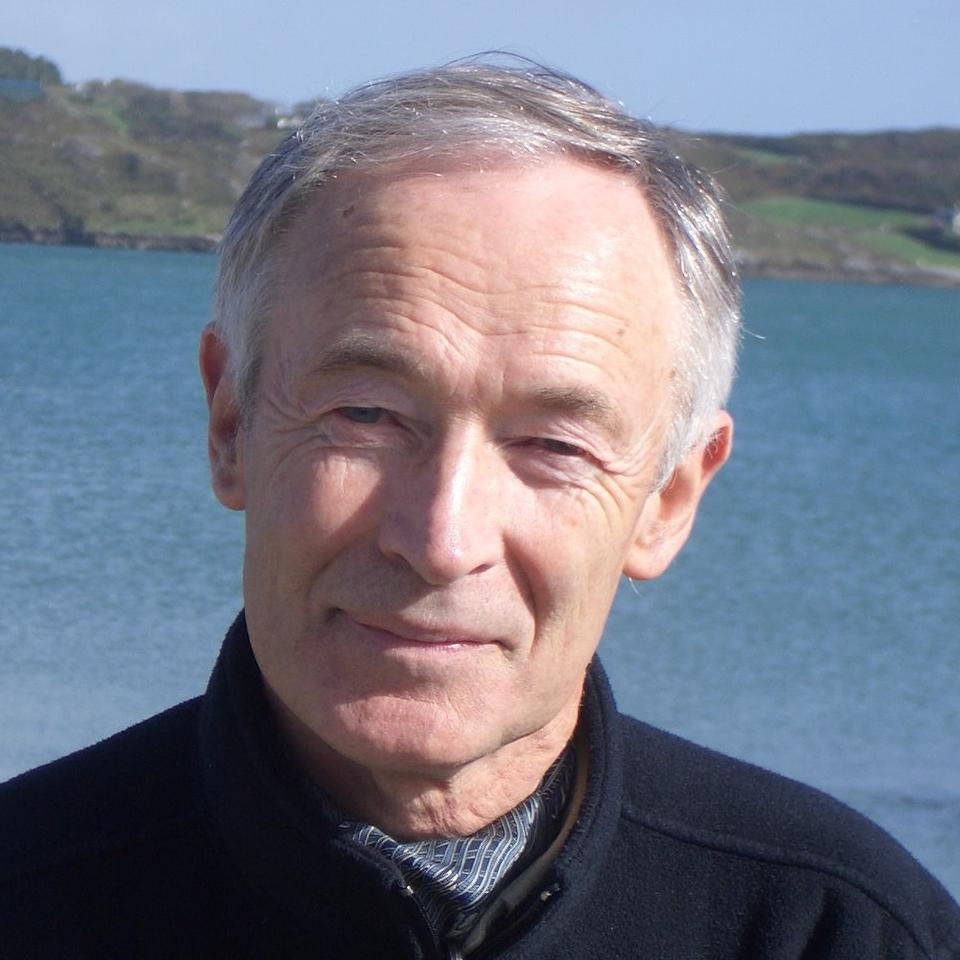
Tim Severin (2007)

Timothy „Tim“ Severin (* 25. September 1940 in Assam, Indien; † 18. Dezember 2020 in Timoleague) war ein britischer Abenteurer, Historiker und Schriftsteller. Er wurde besonders durch seine Reisen auf den Spuren historischer Persönlichkeiten bekannt. Severin wurde sowohl die Founder’s Medal der Royal Geographical Society als auch die Livingstone-Medaille der Royal Scottish Geographical Society verliehen. Für sein Buch The Sinbad Voyage erhielt er den Thomas Cook Travel Book Award.

## Leben
Der in Indien geborene Severin studierte Geographie und Geschichte am Keble College in Oxford. Während seiner Studienzeit versuchte er 1960 mit Stanley Johnson und Michael de Larrabeiti, die Reise von Marco Polo mit dem Motorrad zurückzuverfolgen. Der Versuch scheiterte jedoch an Visumproblemen an der chinesischen Grenze.
Anschließend unternahm Severin erneut eine Reihe von Reisen und Fahrten, um Legenden auf ihre sachliche Korrektheit zu überprüfen. Um beispielsweise die Legende von Sindbad nachzuverfolgen, baute er 1980 ein traditionelles arabisches Segelschiff, dessen Segel er mit Kokoszwirn nähte, und segelte von Oman nach China. Die Reise, die durch den Sultan von Oman, Qabus ibn Said, finanziert wurde, beschrieb er im Buch The Sindbad Voyage. In dem Buch The Brendan Voyage schilderte er Details seiner Forschung über die Reise eines irischen Mönchs, der in einem ledernen Curragh von Irland nach Neufundland gesegelt sein soll (siehe auch Navigatio Sancti Brendani).
Außer Büchern über seine Reisen hat Tim Severin auch historische Romane, wie die 2005 begonnene Romanreihe Viking Series, geschrieben.

## Werke (Auswahl)
- Tracking Marco Polo (1964)
- The Golden Antilles (1970)
- The African Adventure (1973)
- The Oriental Adventure: Explorers of the East (1976) – über europäische Entdecker in Asien
- The Brendan Voyage (1978) – Segelreise in einem Curragh von Irland nach Neufundland
- The Sindbad Voyage (1983), deutsche Ausgabe: Auf den Spuren Sindbads von Arabien nach China (1983) – Segelreise in einer arabischen Dhau von Oman nach China
- The Jason Voyage: The Quest for the Golden Fleece (1986) – Segelreise von Griechenland nach Georgien
- The Ulysses Voyage (1987) – Segelreise von Troja nach Ithaka
- Crusader (1989) – ein Ritt von Frankreich in den Nahen Osten
- In Search of Genghis Khan (1991) – In den Spuren von Dschingis Khan
- The China Voyage (1994) – Über den Pazifik in einem Bambusboot
- The Spice Islands Voyage (1996) – auf den Spuren von Alfred Russel Wallace
- In Search of Moby Dick (1999) – Auf der Suche nach Moby Dick
- In Search of Robinson Crusoe (2002) – Auf der Suche nach Robinson Crusoe[3]